# Holothele longipes
Holothele longipes là một loài nhện trong họ Theraphosidae.
Loài này thuộc chi Holothele. Holothele longipes được Ludwig Carl Christian Koch miêu tả năm 1875.